# شینیا کادونو
شینیا کادونو (انگلیسی: Shinya Kadono؛ زادهٔ ۳۰ ژانویهٔ ۱۹۹۷) بازیکن فوتبال است.
از باشگاه‌هایی که در آن بازی کرده‌است می‌توان به باشگاه فوتبال اورنج کانتی بلوز اشاره کرد.